# D'ombre et de lumière
D’ombre et de lumière (titre original : Darkness and Light) est un roman de John Harvey publié en 2006 en Angleterre et en 2008 en France dans la collection Rivages/Thriller puis Rivages/Noir en 2010 avec le numéro 777. 
Après De chair et de sang et De cendre et d'os, c’est le troisième roman de la série consacrée à Frank Elder, inspecteur principal démissionnaire qui a exercé ses fonctions pendant trente ans au commissariat de Nottingham.

## Résumé
À la demande de son ex-femme, Frank Helder commence une enquête à Nottingham pour retrouver une femme disparue, Claire Meecham. Elle est découverte morte chez elle, son cadavre allongé sur le lit. Cela rappelle à Frank Helder une vieille affaire jamais résolue. C’est en qualité de consultant de la police qu’il continue l’enquête. 

## Autour du livre
L’édition française dans la collection Rivages/Thriller est entourée d’un bandeau rouge citant une phrase de Reginald Hill : « Si Harvey s'améliore encore, il va peut-être falloir envisager de le tuer ».
Le roman est précédé de deux citations extraites de Dante’s Tomb de John Berryman et de Amants et Fils de D. H. Lawrence.
Le roman est dédié à son éditrice Susan Sandon.
La quatrième page de couverture de l'édition française signale que D'ombre et de lumière clôt la trilogie consacrée à Frank Helder.